# Glochidion trusanicum
Glochidion trusanicum är en emblikaväxtart som beskrevs av Airy Shaw. Glochidion trusanicum ingår i släktet Glochidion och familjen emblikaväxter. Inga underarter finns listade i Catalogue of Life.